# Konserthus
Ett konserthus kallas en större byggnad som främst är avsedd för framförande av levande musik. De flesta konserthusen är byggda under 1800- och 1900-talen och ursprungligen främst avsedda för klassisk musik. Det är numera även vanligt med populärmusikaliska konserter i konserthusen, då utomhuskonserter i många länder är omöjligt om vintrarna. Konserthuset innehåller vanligen en större sal, ibland också en eller flera mindre salar avsedda för exempelvis kammarmusik. I många städer är konserthuset samma byggnad som kongresshallen, med namn som konsert- och kongresshall. Ett annat namn, mer med syftning till lokalen och inte byggnaden, är konserthall.

## Konserthus i Sverige

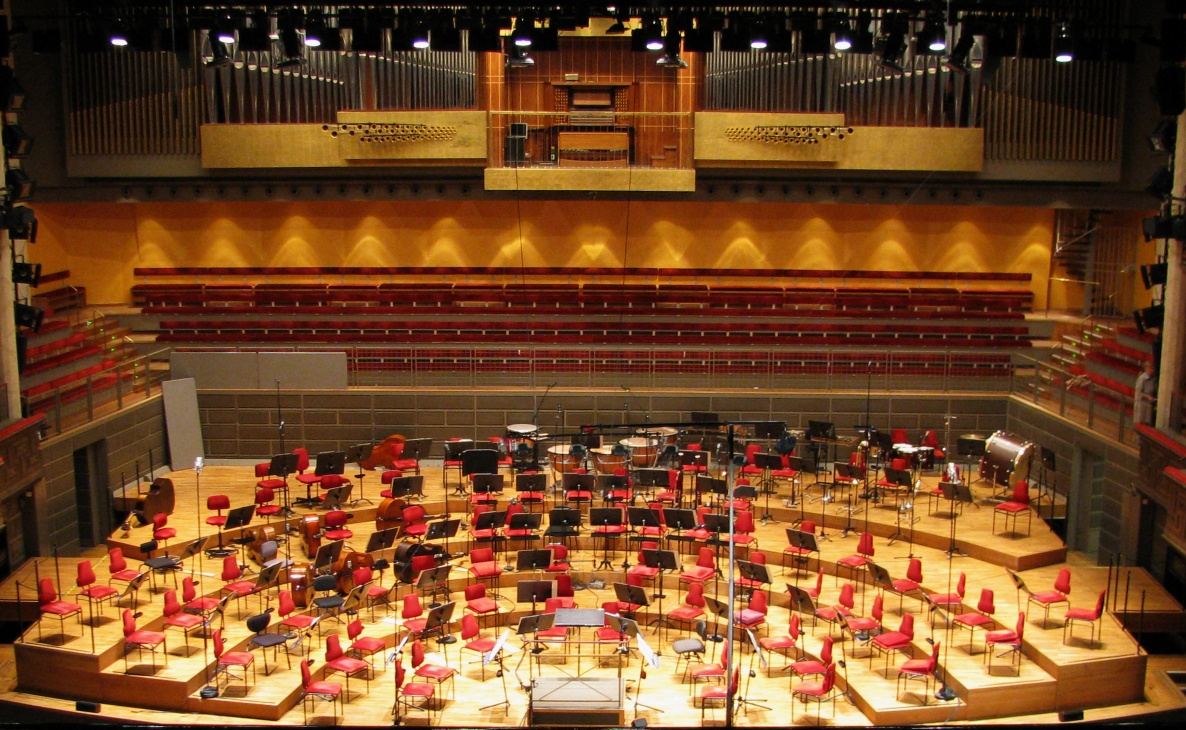
Stockholms konserthus

Sveriges första konsertsal inrymdes i Kungliga Musikaliska Akademiens hus i Stockholm, byggt 1877 och invigt den 2 mars 1878. Den första byggnad benämnd "konserthus" var Konserthuset på Heden i Göteborg som uppfördes 1905 och förstördes i en brand 1928. Det mest kända konserthuset är kanske Stockholms konserthus, uppfört 1924-26 efter ritningar av arkitekt Ivar Tengbom. I Stockholm finns också Berwaldhallen (1979).
Delvis efter förebild från Stockholm uppfördes flera konserthus i Sverige under 1930-talet. Örebro konserthus och Helsingborgs konserthus stod båda klara 1932. I Örebro rådde då fortfarande den nordisk klassicistiska stilen (arkitekt: Georg Arn), medan huset i Helsingborg (arkitekt: Sven Markelius) är ett av de första exemplen på svensk modernism eller funkis. Göteborgs konserthus tillkom 1935, även det hållet i funktionalistisk stil. Konserthuset Kristianstad (arkitekt: Per Lennart Håkanson) uppfördes 1936 i nationalromantisk stil. 
Från slutet av 1900-talet har konserthus framstått som ett viktigt medel för att framhäva och profilera städer i Sverige. Malmö konserthus invigdes 1985. Konserthus har även byggts i Linköping (1987), Jönköping (1990), Växjö (1991), Norrköping (1994), Gävle (1998), Västerås (2002), Vara (2003), Uppsala (2007), Luleå (2007), Piteå (2008) och Karlstad (2011). År 2015 invigdes ett nytt konserthus i Malmö; Malmö Live Konserthus.

## Galleri

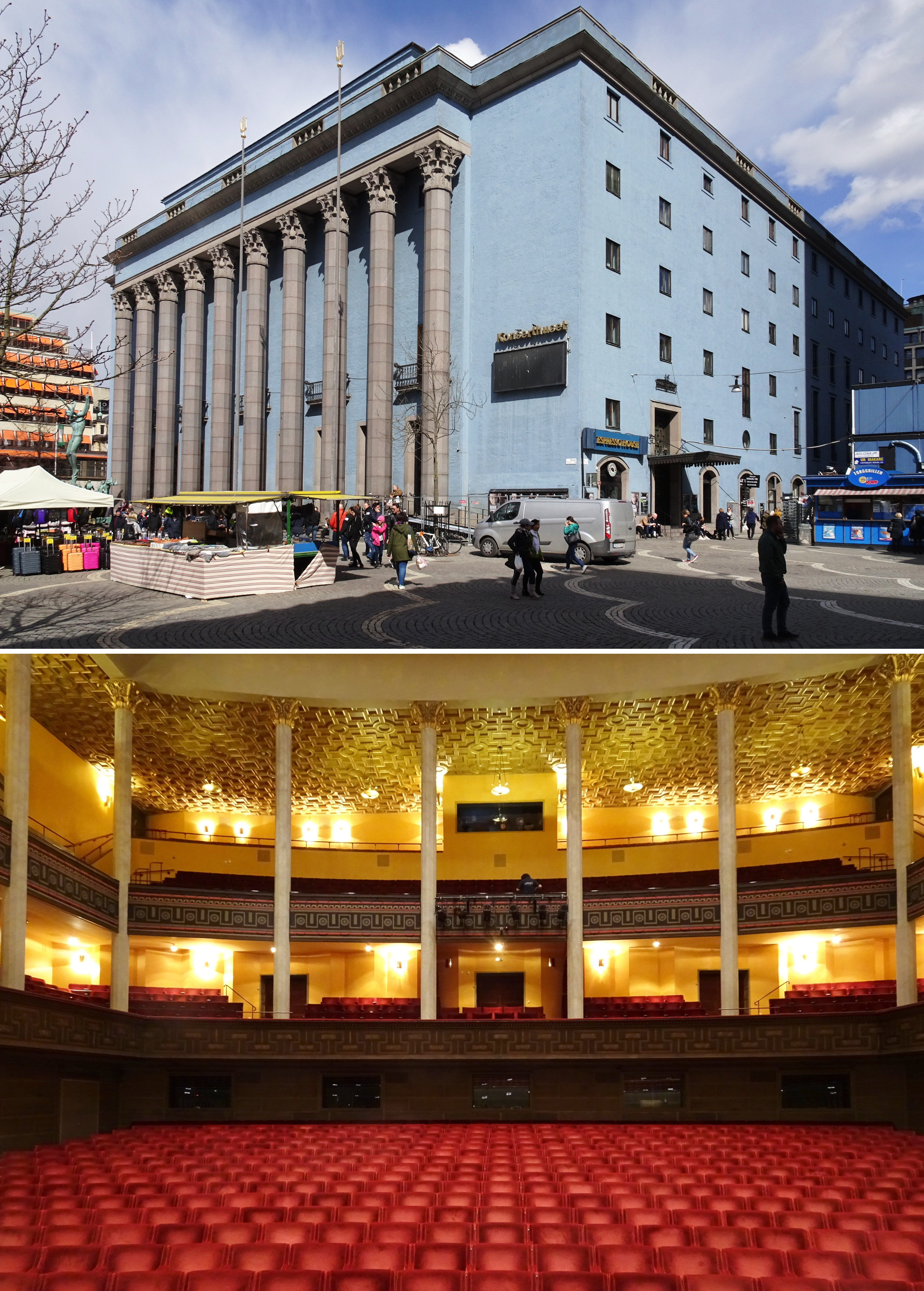
Stockholms Konserthus.
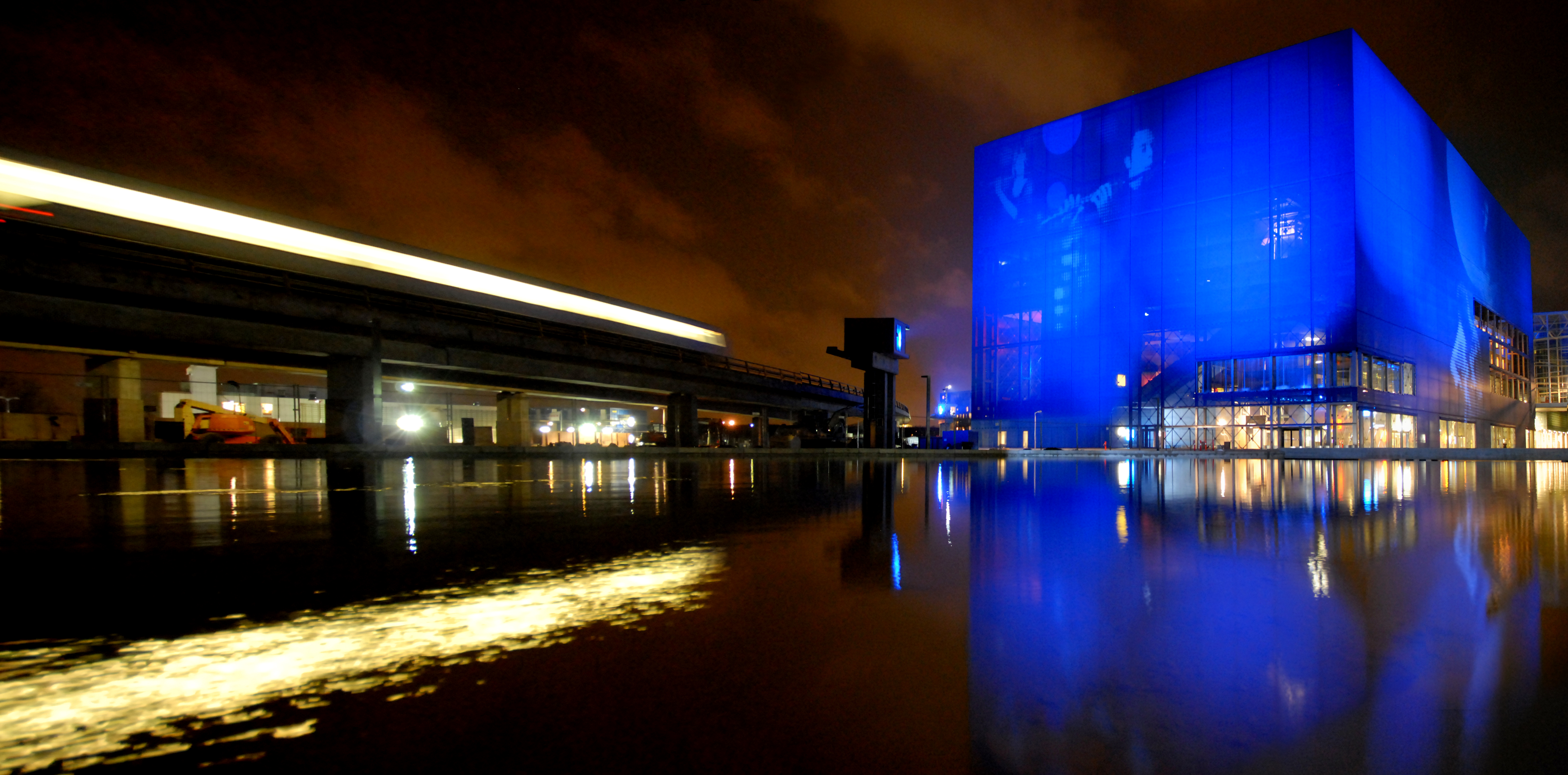
Köpenhamns Konserthus.
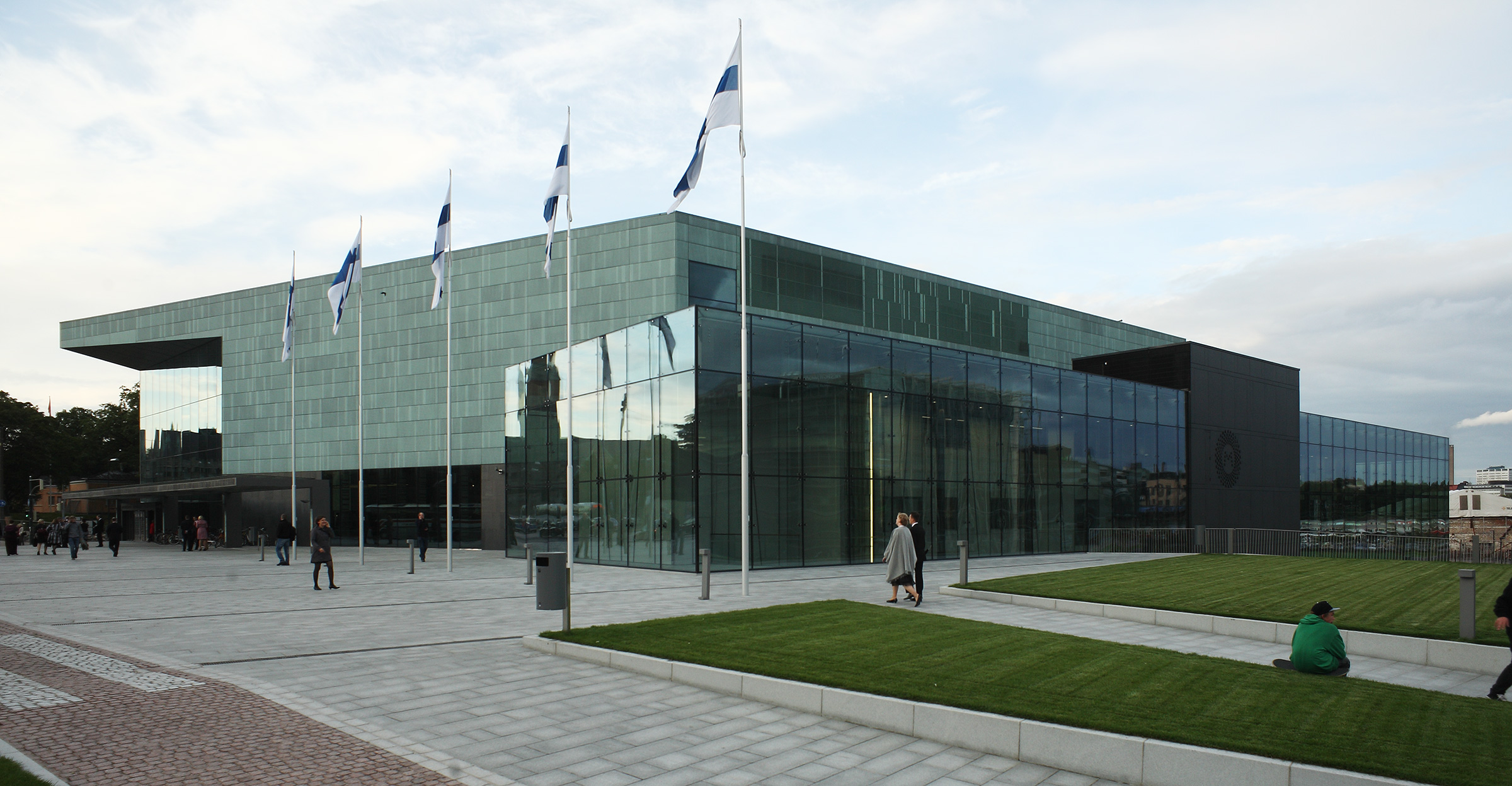
Helsingfors Konserthus.
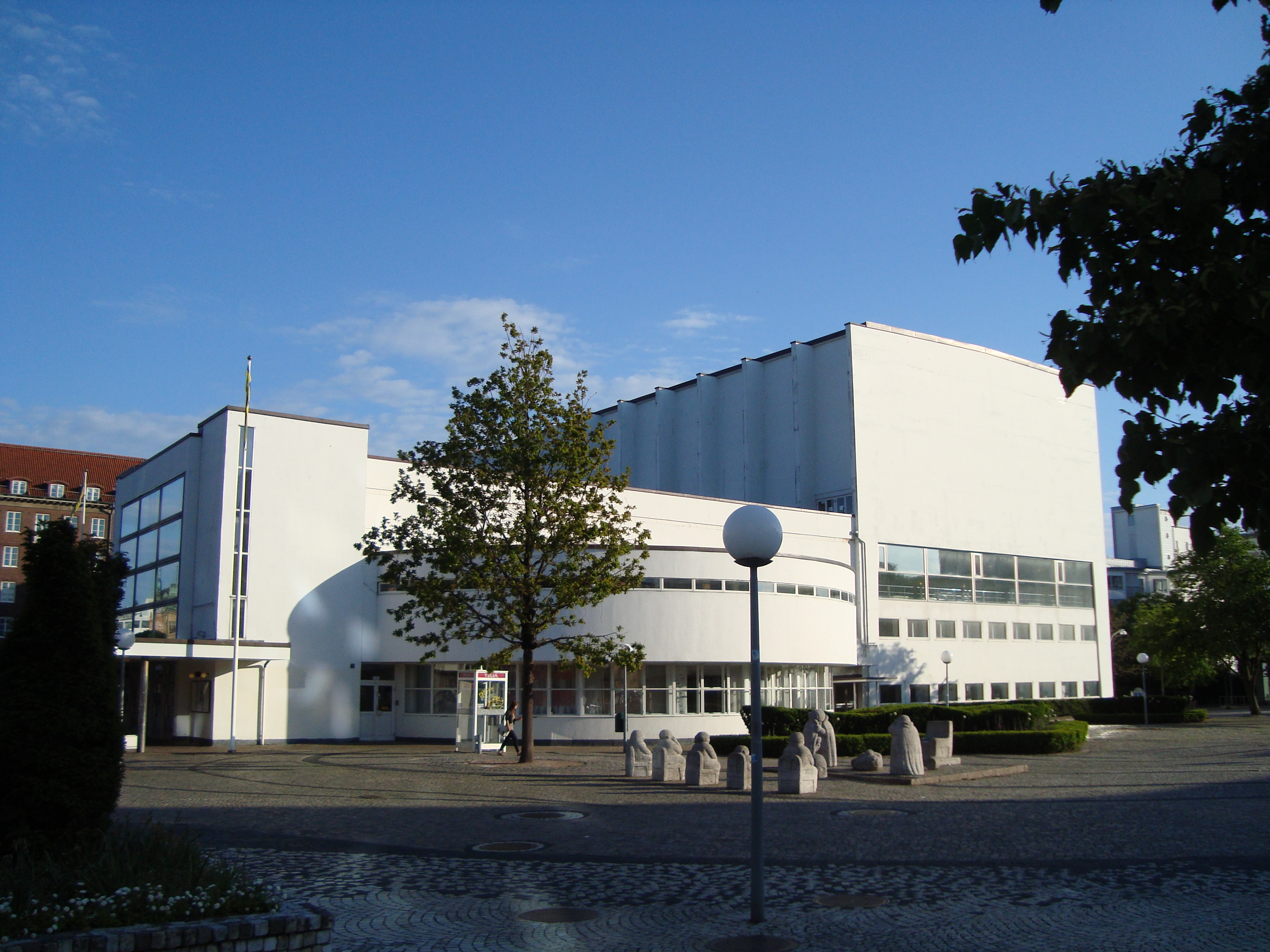
Helsingborgs Konserthus.
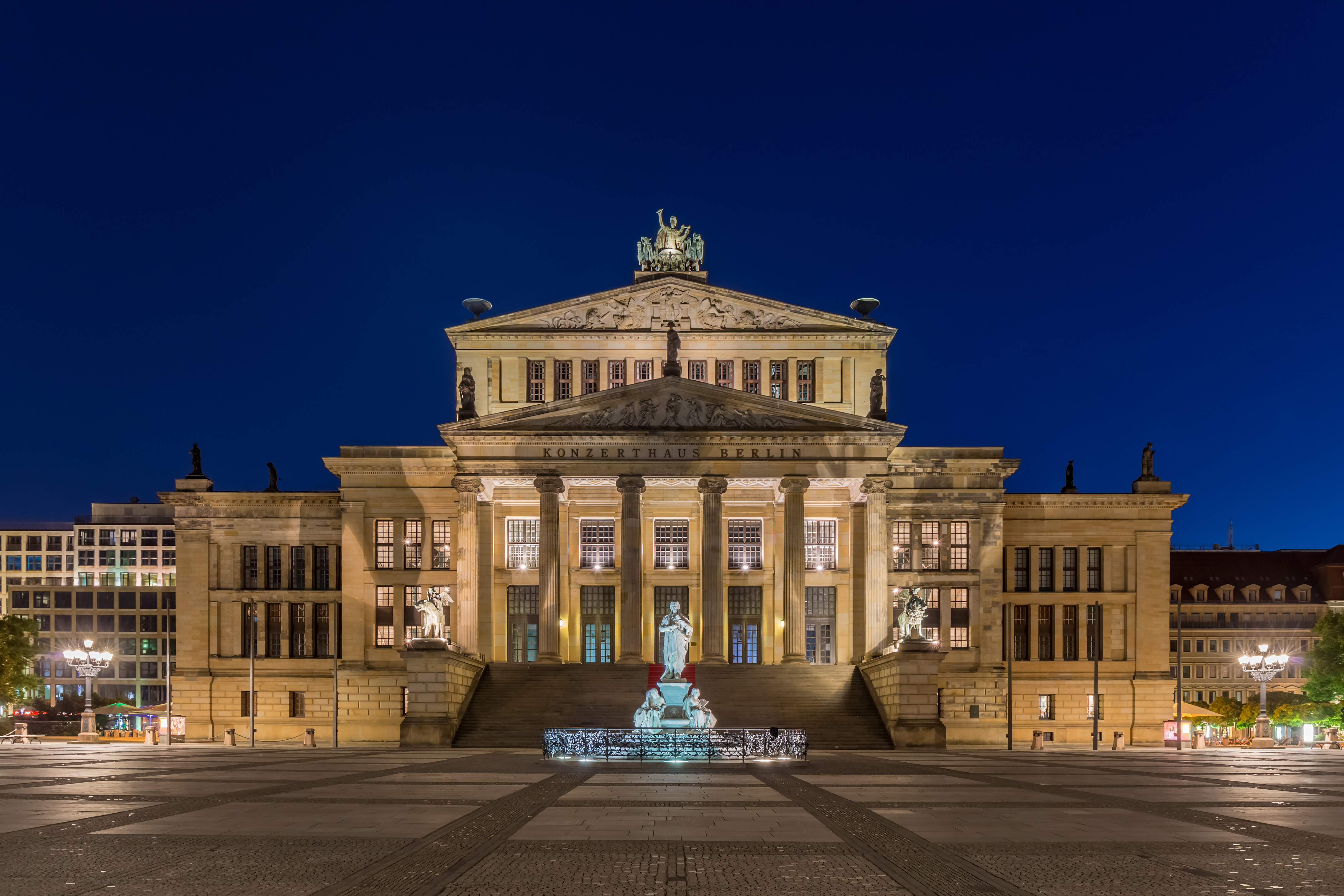
Berlins Konserthus.
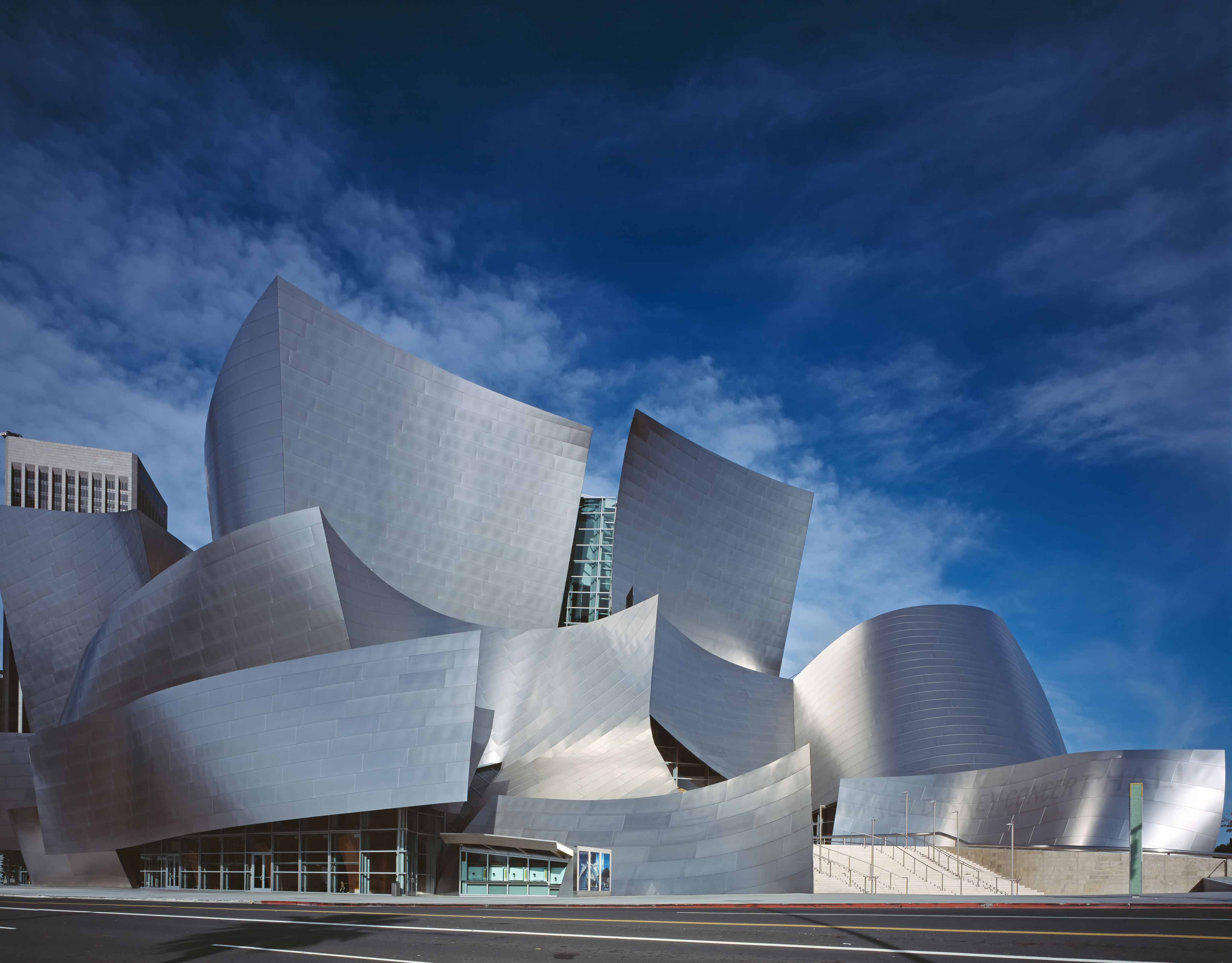
Walt Disney Concert Hall
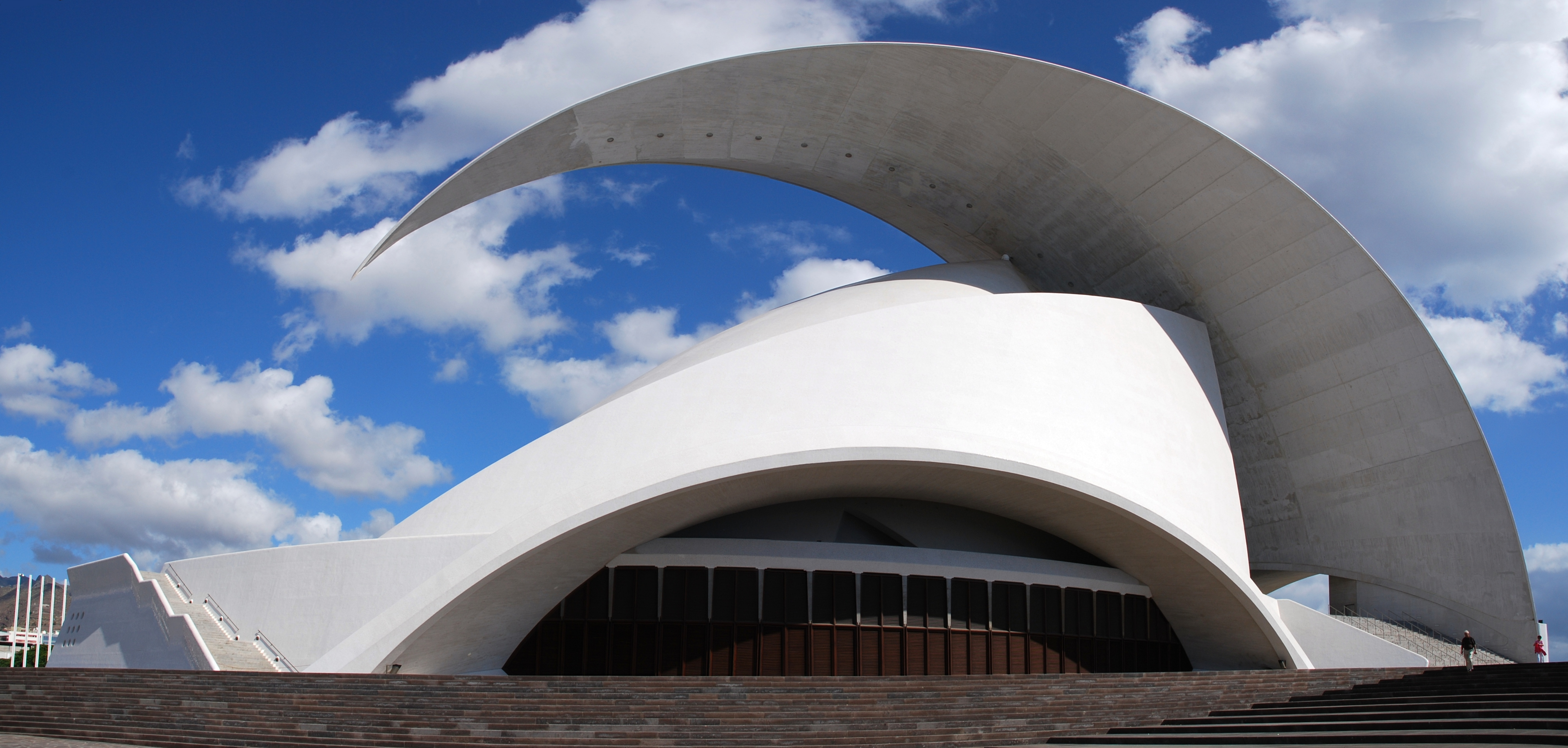
Teneriffas Auditorium.